# مونریکر (فیلم)
مون‌ریکر (انگلیسی: Moonraker) فیلمی در ژانر ماجرایی، جاسوسی و مهیج به کارگردانی لوئیس گیلبرت است که در سال ۱۹۷۹ منتشر شد. این فیلم، یازدهمین فیلم در مجموعه فیلم‌های جیمز باند است.این فیلم ادامه فیلم جاسوسی که دوستم داشت محسوب می شود و پرفروش‌ترین فیلم راجر مور است.

## خلاصه داستان
یک شاتل فضایی Moonraker شرکت Drax Industries که به بریتانیا قرض داده شده بود، در حالی که در یک هواپیمای حامل شاتل بود، در هوا ربوده شد. ناو ویران شده است اما هیچ لاشه ای از شاتل پیدا نشده است. ام، رئیس MI6، جیمز باند، مامور 007 را مأمور تحقیق می کند. در مسیر انگلستان، باند مورد حمله قرار می گیرد و توسط قاتل مزدور فک ها از هواپیما بیرون رانده می شود. او با دزدیدن چتر نجات از خلبان جان سالم به در می برد، در حالی که آرواره ها روی یک تور ذوزنقه ای در یک چادر سیرک فرود می آیند. در مجتمع ساخت هواپیمای فضایی صنایع درکس در کالیفرنیا، باند با مالک شرکت، هوگو دراکس، و سرسپردنش چانگ ملاقات می کند. باند همچنین با دکتر هالی گودهد، یک فضانورد ملاقات می کند و در حالی که در یک اتاقک سانتریفیوژ بود، از یک سوء قصد جان سالم به در می برد. خلبان شخصی دراکس، کورین دوفور، به باند کمک می‌کند تا طرح‌هایی را برای یک ویال شیشه‌ای ساخته شده در ونیز بیابد. دراکس متوجه دخالت او می شود و او را به دست سگ های خانگی اش می کشد.
در ونیز، باند با گودهد روبرو می‌شود و او را در حال جاسوسی در اطراف یک در نزدیک کارخانه شیشه‌سازی مشاهده می‌کند، سپس توسط سرسپردگان درکس از طریق کانال‌ها تعقیب می‌شود. او شبانه برای تحقیق و کشف یک آزمایشگاه بیولوژیکی مخفی به کارخانه باز می‌گردد و متوجه می‌شود که ویال‌های شیشه‌ای برای نگه داشتن گاز عصبی کشنده برای انسان، اما برای گیاهان و حیوانات بی‌ضرر هستند. چانگ به باند حمله می کند، اما باند او را از صفحه ساعت شیشه ای رنگی برج ساعت سنت مارک پرتاب می کند و او را می کشد. در طول مبارزه، باند شواهدی پیدا می کند که درکس عملیات خود را به ریودوژانیرو منتقل می کند. با پیوستن مجدد به گودهد، او نتیجه می گیرد که او یک مامور سیا است که از درکس جاسوسی می کند. باند یکی از ویال هایی را که قبلاً پیدا کرده بود، به عنوان تنها مدرک آزمایشگاهی که اکنون خالی است، ذخیره کرده است. او آن را برای تجزیه و تحلیل به M می دهد و به او اجازه می دهد به بهانه مرخصی به ریودوژانیرو برود.
باند از حملات آرواره، جانشین چانگ، در طول کارناوال ریو و تله کابین شوگرلوف در کوه شوگرلوف جان سالم به در می برد. پس از تصادف تله کابین Jaws، او توسط دالی، یک زن جوان، از زیر آوار نجات می یابد و هر دو عاشق یکدیگر می شوند. نیروهای درکس گودهد را تصرف می کنند، اما باند فرار می کند. او متوجه می شود که این سم از یک ارکیده نادر بومی جنگل آمازون می آید. باند در رودخانه آمازون سفر می کند و قبل از اینکه در نهایت پایگاه خود را پیدا کند، مورد حمله نیروهای درکس قرار می گیرد. باند که توسط آرواره ها اسیر می شود به درکس برده می شود و شاهد بلند شدن چهار مونکرکر است. دراکس توضیح می‌دهد که شاتل قرضی را پس گرفته است زیرا یکی دیگر از ناوگان او در هنگام مونتاژ دچار نقص شده است. باند و گودهد در اتاقی در زیر سکوی پرتاب قفل شده‌اند و به سختی از سوختن زنده توسط اگزوزهای Moonraker 5 که حامل Drax است فرار می‌کنند و به عنوان خلبان در Moonraker 6 ظاهر می‌شوند. شاتل‌ها به ایستگاه فضایی Drax متصل می‌شوند و از رادار پنهان شده‌اند. توسط یک دستگاه پنهان سازی
Bond و Goodhead دستگاه مخفی کننده پارازیت رادار را غیرفعال می کنند. ایالات متحده یک گروه از تفنگداران دریایی را به یک شاتل دیگر می فرستد تا ایستگاه فضایی که اکنون قابل مشاهده است را رهگیری کند. آرواره ها باند و گودهد را اسیر می کند، که دراکس نقشه خود را برای نابودی بشریت با پرتاب پنجاه کره که گاز عصبی را در جو زمین پراکنده می کند، فاش می کند. دراکس چند ده مرد و زن جوان از نظر ژنتیکی کامل از نژادهای مختلف را با شاتل به ایستگاه فضایی منتقل کرده بود. آنها تا زمانی که زمین دوباره برای زندگی انسان ایمن شود، در آنجا زندگی می کنند، و فرزندان آنها یک "نژاد استاد جدید" هستند. باند، فک ها را متقاعد می کند که وفاداری خود را تغییر دهد و درکس را متقاعد می کند که اعتراف کند که هرکسی که استانداردهای فیزیکی او را نمی سنجد، از جمله او و دالی، نابود خواهند شد. آرواره ها به نگهبانان درکس حمله می کنند و نبرد لیزری بین نیروهای درکس و باند، آرواره ها و تفنگداران دریایی در می گیرد. نیروهای درکس با نابودی ایستگاه شکست می‌خورند، در حالی که باند شلیک می‌کند و درکس را به فضا پرتاب می‌کند. Bond و Goodhead از Moonraker 5 مجهز به لیزر Drax برای نابود کردن سه کره پرتاب شده و بازگشت به زمین استفاده می کنند. آرواره ها و دالی که خود را در یکی از غلاف های فرار درکس بیرون انداخته بودند توسط تفنگداران دریایی بازیابی می شوند.

## بازيگران
راجر مور در نقش جیمز باند 007، یک مامور MI6 که مامور شده تا در مورد سرقت یک شاتل از برنامه فضایی "Moonraker" تحقیق کند.
لوئیس چليز در نقش هالی گودهد، دانشمند فضانوردی که از ناسا وام گرفته و در صنایع دراکس کار می کند. بعداً مشخص شد که او یک مامور سیا است.
مایکل لونزدیل در نقش هوگو دراکس، صنعتگری که قصد دارد تمام انسان های روی زمین را مسموم کند و سپس از ایستگاه فضایی خود سیاره را دوباره ساکن کند.
ریچارد کیل در نقش آرواره ها، سرسپردۀ جدید درکس که جایگزین چانگ در صنایع درکس می شود. او به دلیل قد غول پیکر و داشتن مجموعه ای از دندان های فولادی قوی شناخته شده است.
کورین کلری در نقش کورین دوفور، خلبان شخصی دراکس.
برنارد لی در نقش ام، رئیس MI6. این آخرین حضور برنارد لی در نقش ام.
جفری کین در نقش فردریک گری (معتبر به عنوان وزیر دفاع)
دزموند لولين  در نقش کیو،مدير فني MI6
لوئیس ماکسول در نقش خانم مانی پنی، منشی ام.
توشیرو سوگا در نقش چانگ،محافظ شخصي دركس.
امیلی بولتون در نقش مانوئلا، مخاطب 007 در ریو.
بلانچ راوالک در نقش دالی، دوست دختر آرواره ها؛ هرگز با نام ذکر نشده است
ایرکا بوچنکو در نقش بلوند بیوتی، سرپیچ زن درکس.
مایکل مارشال در نقش سرهنگ اسکات، فرمانده تفنگداران فضایی آمریکا.
لیلا شِنا در نقش مهماندار جت خصوصی، از سکانس آغازین.
آن لونبرگ به عنوان راهنمای موزه، و سرسپردگی درکس.
ژان پیر کاستالدی در نقش خلبان جت خصوصی، از سکانس آغازین.
والتر گوتل در نقش ژنرال آناتولی گوگول، رئیس KGB.
آلفی باس در نقش ایتالیایی مصرف کننده.
کلود کارلیز در نقش گوندولیر.